# Ден Кол
Ден Кол (енгл. Dan Cole; 9. мај 1987) професионални је рагбиста и репрезентативац Енглеске који тренутно игра за најтрофејнији енглески рагби клуб Лестер Тајгерс.

## Биографија
Висок 189 цм, тежак 123 кг, Кол од почетка каријере игра за тигрове. За репрезентацију Енглеске је одиграо до сада 56 тест мечева и постигао 1 есеј.